# Rajd Nikon 2005
Rajd Nikon 2005 – 6. edycja Rajdu Nikon. Był to rajd samochodowy rozgrywany od 23 do 24 lipca 2005 roku. Była to trzecia runda Rajdowych Samochodowych Mistrzostw Polski w roku 2005. Rajd składał się z osiemnastu odcinków specjalnych (jeden odwołano).

## Wyniki końcowe rajdu[1]
| Miejsce | Kierowca             | Pilot                   | Samochód                      | Czas      | Strata   | Grupa Klasa |
| ------- | -------------------- | ----------------------- | ----------------------------- | --------- | -------- | ----------- |
| 1       | Leszek Kuzaj         | Maciej Szczepaniak      | Subaru Impreza STi N11        | 1:52:04.9 | -        | N4          |
| 2       | Michał Sołowow       | Maciej Baran            | Mitsubishi Lancer Evo VIII MR | 1:53:36.3 | +1:31.4  | N4          |
| 3       | Sebastian Frycz      | Maciej Wodniak          | Fiat Punto S1600              | 1:54:21.1 | +2:16.2  | A6/S        |
| 4       | Maciej Oleksowicz    | Andrzej Obrębowski      | Subaru Impreza STi N11        | 1:54:55.9 | +2:51.0  | N4          |
| 5       | Michał Kościuszko    | Jarosław Baran          | Suzuki Ignis S1600            | 1:54:57.4 | +2:52.5  | A6/S        |
| 6       | Piotr Adamus         | Magdalena Zacharko      | Peugeot 206 S1600             | 1:57:41.1 | +5:36.2  | A6/S        |
| 7       | Michał Duda          | Robert Gliwiak          | Mitsubishi Lancer Evo VIII    | 1:58:45.9 | +6:41.0  | N4          |
| 8       | Grzegorz Grzyb       | Przemysław Mazur        | Suzuki Ignis S1600            | 1:59:50.5 | +7:45.6  | A6/S        |
| 9       | Marcin Bełtowski     | Bartosz Siodła          | Subaru Impreza STi N10        | 2:00:44.2 | +8:39.3  | N4          |
| 10      | Kajetan Kajetanowicz | Aleksandra Kajetanowicz | Peugeot 206 XS                | 2:03:07.5 | +11:02.6 | A6          |